# Кривці
Кри́вці —  село в Україні, у Хорольській громаді Лубенського району Полтавської області. Населення становить 348 осіб. До 2020 орган місцевого самоврядування — Ялосовецька сільська рада.

## Географія
Село Кривці знаходиться на лівому березі річки Холодна, вище за течією на відстані 3 км розташоване село Бригадирівка, нижче за течією на відстані 5,5 км розташоване село Біляки (Кременчуцький район), на протилежному березі - село Миколаївка.

## Історія
12 червня 2020 року, відповідно до розпорядження Кабінету Міністрів України № 721-р «Про визначення адміністративних центрів та затвердження територій територіальних громад Полтавської області», село увійшло до складу Хорольської міської громади..
19 липня 2020 року, в результаті адміністративно - територіальної реформи та ліквідації Хорольського району, село увійшло до складу новоутвореного Лубенського району.